# Numero stellato

Scacchiera della dama cinese, con 121 caselle disposte in un esagono stellato.

In teoria dei numeri, un numero stellato è un numero figurato che rappresenta un esagono stellato.
| 1 |  | 13                                                |  | 37 |
| - |  | ------------------------------------------------- |  | --- |
| * |  | * · * · * · * · * · * · * · * · * · * · * · * · * |  | * · * · * · * · * · * · * · * · * · * · * · * · * · * · * · * · * · * · * · * · * · * · * · * · * · * · * · * · * · * · * · * · * · * · * · * · * |

La formula per l'{\displaystyle n}-esimo numero stellato è:
{\displaystyle 6n(n-1)+1.}
I primi numeri stellati sono: 1, 13, 37, 73, 121, 181, 253, 337, 433, 541, 661, 793, 937, 1093, 1261, 1441, 1633, 1837, 2053, 2281, 2521, 2773, 3037, 3313, 3601, 3901, 4213, 4537, 4873, 5221, 5581, 5953, 6337, 6733, 7141, 7561, 7993, 8437, 8893, 9361, 9841, 10333, 10837, 11353.

## Proprietà matematiche

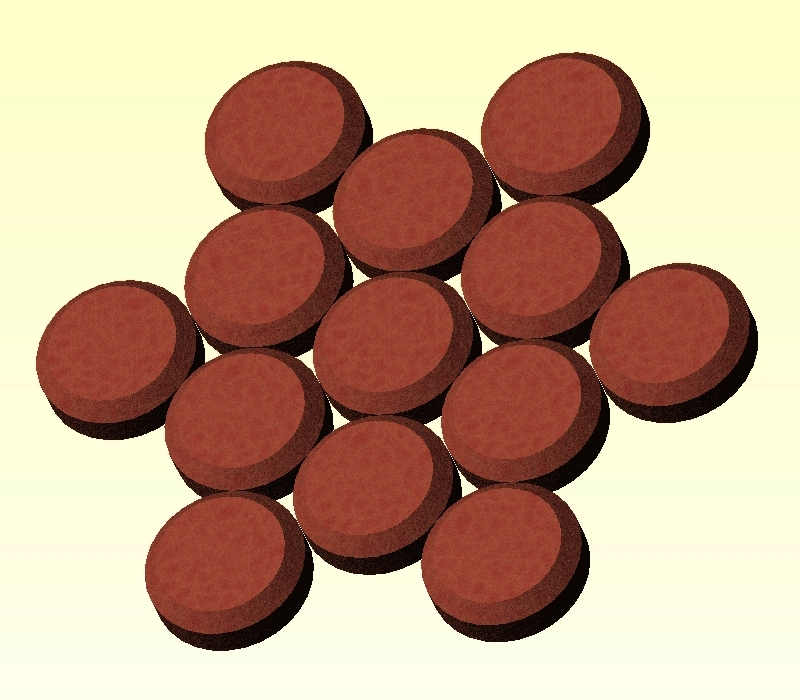
Un esagono stellato composto da 13 punti. 13 è, a parte 1, il più piccolo numero stellato.

L'insieme dei numeri stellati coincide con quello dei numeri dodecagonali centrati: infatti, i punti che compongono un esagono stellato possono essere riarrangiati in un dodecagono. L'{\displaystyle n}-simo numero stellato può essere visto come la somma di 1 punto centrale e di dodici volte l'({\displaystyle n-1})-esimo numero triangolare. Conoscendo l'{\displaystyle n}-simo numero stellato, si può ricavare il successivo sommando {\displaystyle 12n.}
In base 10, la radice numerica di un numero stellato vale sempre 1 o 4, e le due cifre finali possono essere solo 01, 13, 21, 33, 37, 41, 53, 61, 73, 81, o 93: quindi la cifra finale è o 1, o 3 o 7.
Esistono infiniti numeri sia stellati che triangolari; i primi sono 1, 253, 49141, 9533161, 1849384153, …. Essi corrispondono al 1º, 22º, 313º, 4366º, 60817º, … numero triangolare e al 1º, 7º, 91º, 1261º, 17557º, …. L'{\displaystyle n}-esimo numero ad essere sia triangolare che stellato può essere calcolato con la formula:
{\displaystyle {\frac {3[(7+4{\sqrt {3}})^{2n-1}+(7-4{\sqrt {3}})^{2n-1}]-10}{32}},}
la quale da sempre un numero intero per {\displaystyle n} intero. Più semplicemente, se si conoscono i due precedenti numeri stellati triangolari, si può trovare l'{\displaystyle n}-esimo moltiplicando l'({\displaystyle n-1})-esimo per 194, aggiungendo 60 e sottraendo l'({\displaystyle n-2})-esimo.
Esistono anche infiniti numeri contemporaneamente stellati e quadrati: i primi sono 1, 121, 11881, 1164241, 114083761, 11179044361, 1095432263641, ... . Questi corrispondono al 1º, 11º, 109º, 1079º, 10681º, 105731º, 1046629º, ...  quadrato perfetto e al 1º, 5º, 45º, 441º, 4361º, 43165º, 427285º, ...  numero stellato. I numeri quadrati stellati si possono ottenere dalle soluzioni dell'equazione diofantea:
{\displaystyle 2x^{2}+1=3y^{2}.}
La formula per l'{\displaystyle n}-esimo numero stellato e quadrato è:
{\displaystyle {\frac {[(5+2{\sqrt {6}})^{n}({\sqrt {6}}-2)-(5-2{\sqrt {6}})^{n}({\sqrt {6}}+2)]^{2}}{4}}.}
Un numero primo che sia anche stellato viene detto primo stellato. I primi sono 13, 37, 73, 181, 337, 433, 541, 661, 937, 1093, 2053.
La funzione generatrice per i numeri stellati è:
{\displaystyle x+13x^{2}+37x^{3}+73x^{4}+121x^{5}+181x^{6}+253x^{7}+\ldots ={\frac {x(x^{2}+10x+1)}{(1-x)^{3}}}.}

## Applicazioni

Stemma degli Stati Uniti d'America

Il numero 13, un numero stellato, è il numero delle colonie fondatrici degli Stati Uniti d'America. Nello stemma degli Stati Uniti d'America vi sono 13 piccole stelle disposte in un esagono stellato.
La scacchiera della dama cinese è composta da 121 caselle disposte a formare un esagono stellato.